# Orlovac (Kuršumlija)
Orlovac (Servisch cyrillisch Орловац) is een plaats in de Servische gemeente Kuršumlija. De plaats telt 17 inwoners (2002).